# ماكس ركوردز
ماكسويل ركوردز (بالإنجليزية: Maxwell Records)‏ المعروف بـ (ماكس ركوردز ) (ولد في 18 يونيو 1997، بورتلاند، أوريغون، الولايات المتحدة الأمريكية)، ممثل أمريكي. وعُرف بتأديته لدور (ماكس) في فيلم المغامرة «حيث تكون الأشياء البرية»، أما في عام 2011 فقد أدى الدور الرئيسي في فيلم جليس الأطفال. وقد فاز بجائزة الفنان الصغير، وترشح بثلاثة جوائز عالمية.

## نشأته
ولد ماكس ركوردز في عام 1997 في بورتلاند بأوريغون، لوالدين أمريكيين، فوالده يدعى شاون ركوردز يعمل مصوراً ويعمل أيضا مدرساً في جامعات بمنطقة بورتلاند، أوريغون. وقد حصل على الماجستير في الفنون الجميلة. وأمه (جيني فليينور) تعمل كأمينة مكتبة. وشقيق واحد يدعى سام ركوردز ويعيش حاليا مع عائلته في بورتلاند. وحالياً يدرس في ثانوية المدارس العامة في بورتلاند. في أغسطس 2003، انتقل بعد ذلك إلى سيراكيوز بنيويورك، حيث كان طالباً في مدرسة إد سميث، لبورتلاند.

## مشواره الفني
في عام 2008 لعب دور «ستيفن الشاب» في فيلم الأخوة بلوم أمام مارك رافالو، أدريان برودي والممثلة ريتشل وايز. وفي عام 2009 أدى الدور الرئيسي في الفيلم المغامرة حيث تكون الأشياء البرية أمام كاثرين كينر وأيضا أمام الممثل العالمي مارك رافالو، كان هذا الفيلم من إنتاج شركة «وارنر برذرز» في عام 2009. أدى ركوردز دور البطولة في فيلم روائي طويل عام 2011 يدعى جليس الأطفال أمام جونا هيل، سام روكويل. إضافةً إلى ظهوره في فيلم القصير Blinky™.

## فيلموغرافيه
| السنة | العمل                   | الدور        |
| ----- | ----------------------- | ------------ |
| 2006  | اتجاهات                 | الأخ         |
| 2008  | الأخوة بلوم             | ستيفن الشاب  |
| 2009  | حيث تكون الأشياء البرية | ماكس         |
| 2010  | بلينكي تي أم            | اليكس نيفيل  |
| 2011  | جليس الأطفال            | سلاتر بيدولا |